# Joseph Hammerschmidt
Pour les articles homonymes, voir Hammerschmidt.
Joseph Hammerschmidt (né le 3 mai 1873 à Münster et mort le 24 décembre 1926 à Düsseldorf) est un sculpteur allemand.

## Biographie
Hammerschmidt étudie de 1895 à 1901 à l'Académie des beaux-arts de Düsseldorf, où il devient l'élève de Karl Janssen,. Il réalise ses premières sculptures dans des espaces publics sous forme d'œuvres de commande au cours de ses études. Il réalise de nombreux monuments funéraires, fontaines, monuments aux morts et bustes pour des clients privés et publics.

## Œuvres
- 1899 : Fontaine « Jröne Jong » dans l'étang rond du Jardin de Cour de Düsseldorf (de)
- 1900 : Allégories de l'industrie, de l'agriculture, de l'art et de la science dans le pignon du Temple de la renommée de Barmen (de) à Wuppertal
- 1901 : Groupe de figures d'un forgeron avec un garçon sur la Martin-Luther-Platz à Düsseldorf (figures secondaires conservées du monument de Moltke (de), qui est par ailleurs détruit pendant la guerre)
- 1903 : Monument aux morts 1870/71 de Friedberg
- 1904 : Mausolée de Carl Toelle avec le groupe Nibelungen (Hagen et Volker auf der Wacht ) au cimetière d'Unterbarmen (de) à Wuppertal
- 1906 : Fontaine Sainte-Marie (de) à Neuss
- 1907 : Monument aux morts 1870/71 à Grevenbroich
- 1909 : Monument de Theodor Schwann (de) à Neuss
- 1910 : Projet de concours pour un monument national de Bismarck sur l'Elisenhöhe près de Bingerbrück (non attribué)[3]
- 1910 : Fontaine Albert-Mooren (de) à Düsseldorf-Bilk
- 1910 : Monument aux morts de 1864 et 1870/71 avec un relief « Guerrier rentrant au pays » à Anrath
- 1911 : Tombeau Grote avec sphinx au cimetière d'Unterbarmen à Wuppertal (crypte reprise par la famille Riedel-Goschin)
- 1911 : Tombeau Laute au cimetière de Poppelsdorf (de) à Bonn[4]
- 1913 : Monument d'Unterbach[5] avec les armoiries et les noms des seigneurs du manoir d'Unterbach (de) gravés dans les piliers ; aujourd'hui, un monument aux morts pour les morts des deux guerres mondiales à Düsseldorf-Unterbach
- 1919 : Mater dolorosa avec un casque de protection en acier ailé M1916, tenu dans les bras d'un soldat tombé au combat pendant la Première Guerre mondiale . La plaque commémorative « Pour la patrie » se trouve dans l'ancienne école secondaire Comenius de Düsseldorf-Oberkassel.
- 1921 : Tombeau d'Hugo Toelle (figures féminines avec urne) au cimetière d'Unterbarmen à Wuppertal
- 1921 : Mémorial aux morts de la Société des loisirs de Mönchengladbach (inauguré le 2 mai 1921)
- 1926 : Monument aux morts de la Première Guerre mondiale (de) à Aurich
- conçu en 1926, exécuté à titre posthume en 1927 : Monument aux morts du bureau de Lank dans l'ancien cimetière de Meerbusch-Lank (enfant trouvé, dessus un relief avec un portrait en pied d'un soldat)
- 1929 (? ) : Tombe de la famille Vorwerk au cimetière évangélique de la Norrenbergstrasse à Wuppertal

ainsi que non daté :
- Quatre vases décoratifs sur la Goltsteinstrasse au Jardin de Cour de Düsseldorf

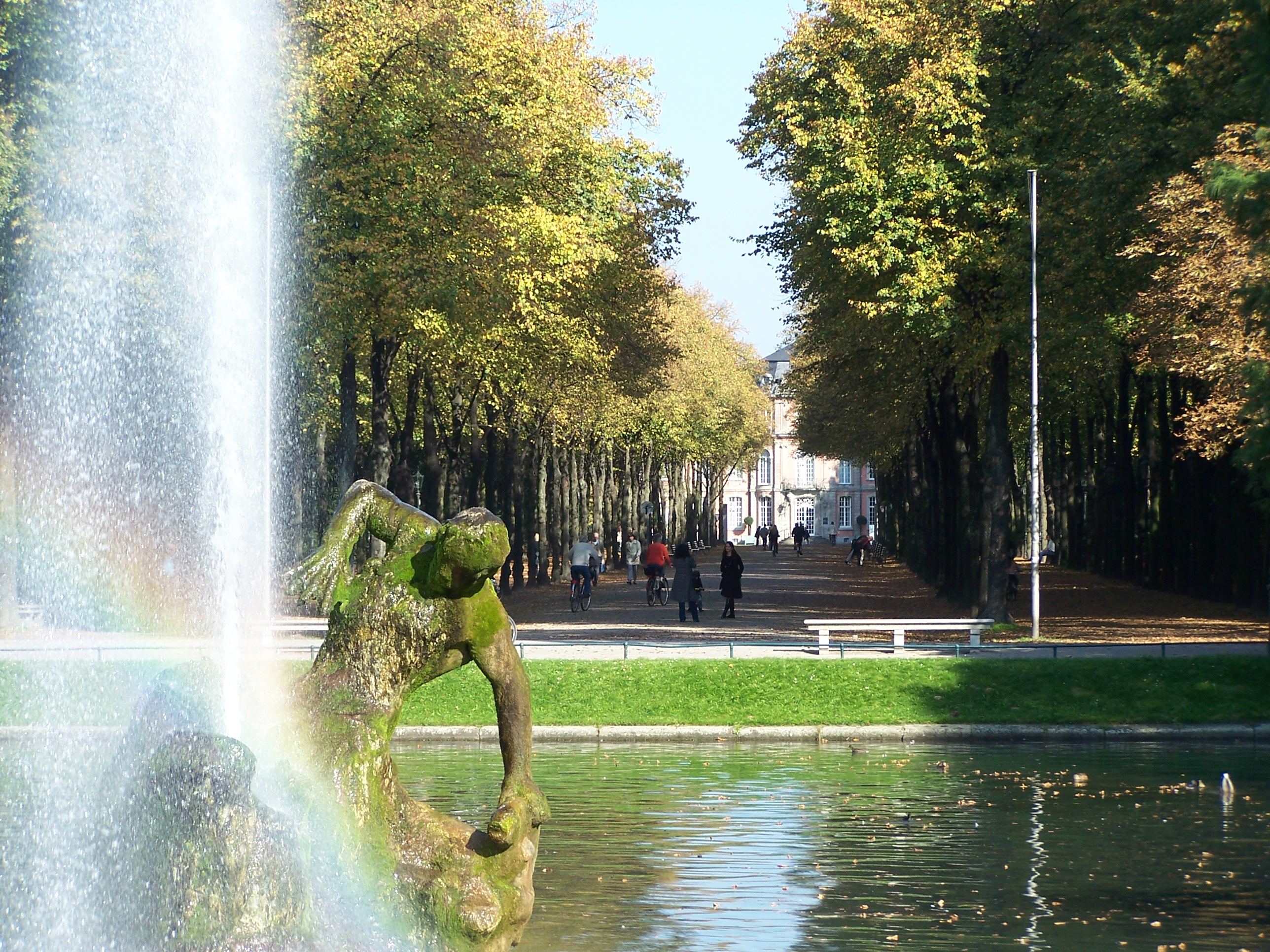
Jröne Jong (1899), sculpture dans le "Runden Weier" comme point de vue de l'allée cavalière dans l'ancien Jardin de Cour, Düsseldorf
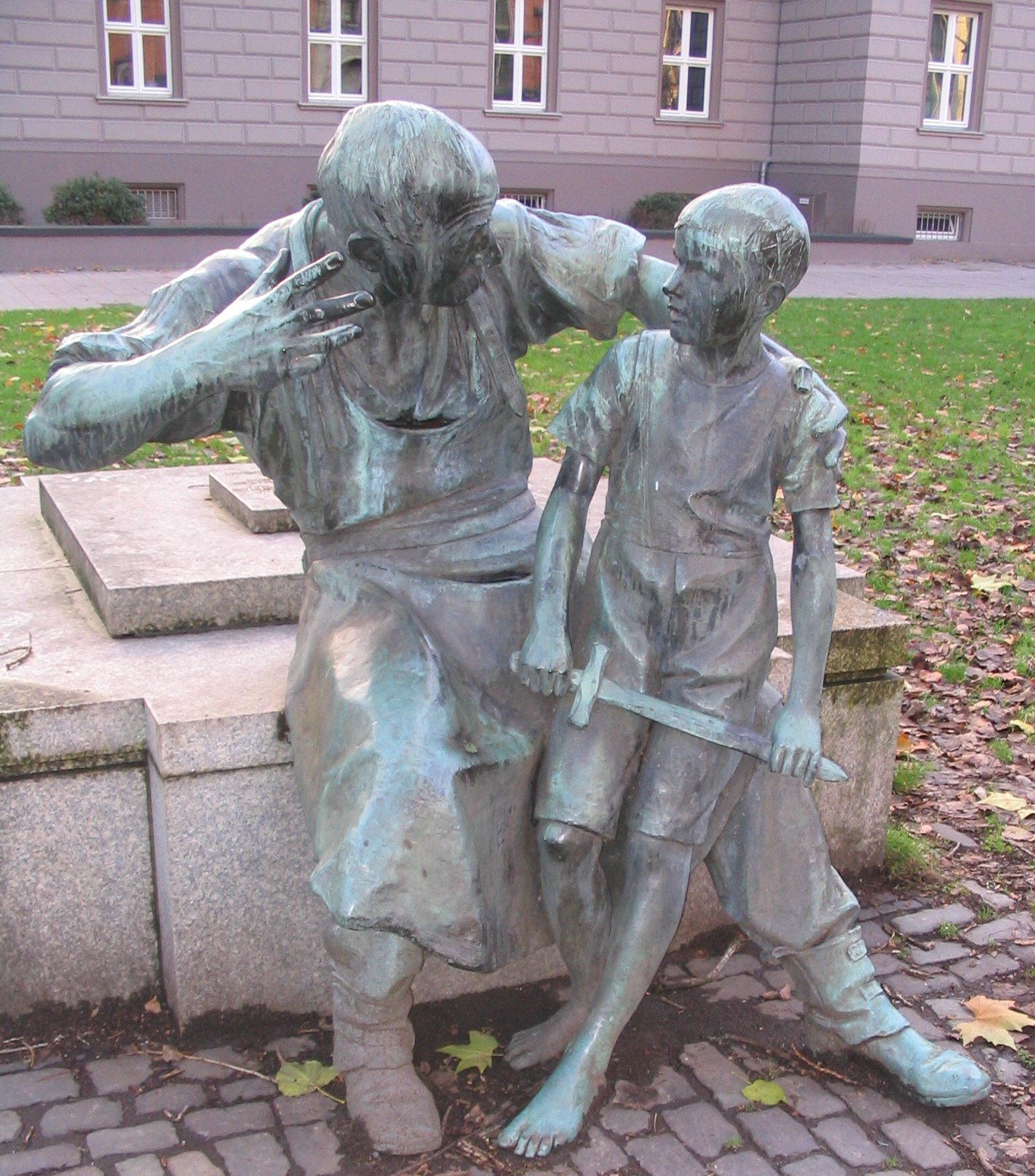
Forgeron avec garçon (1901)
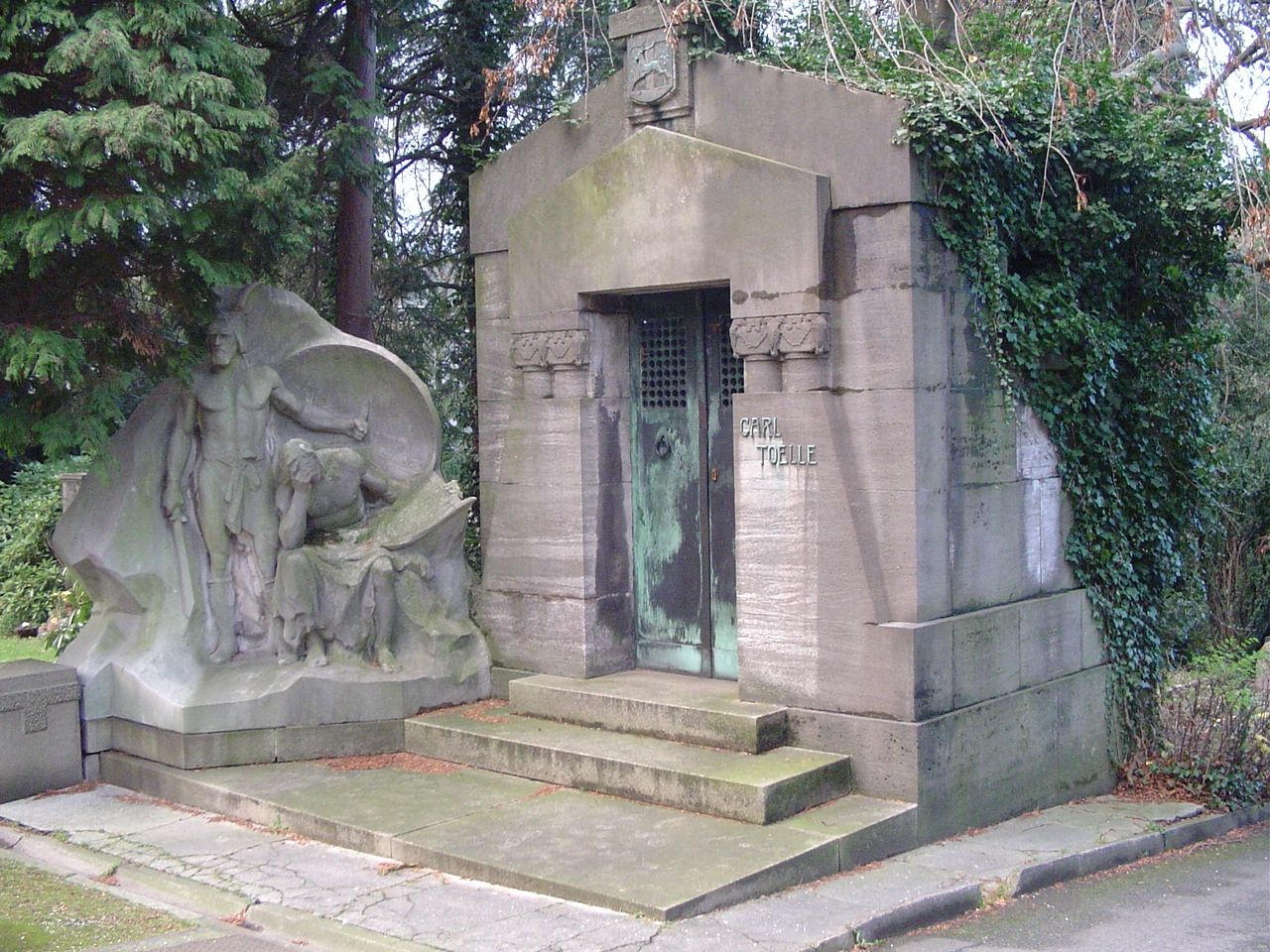
Mausolée Carl Toelle à Wuppertal (1904)
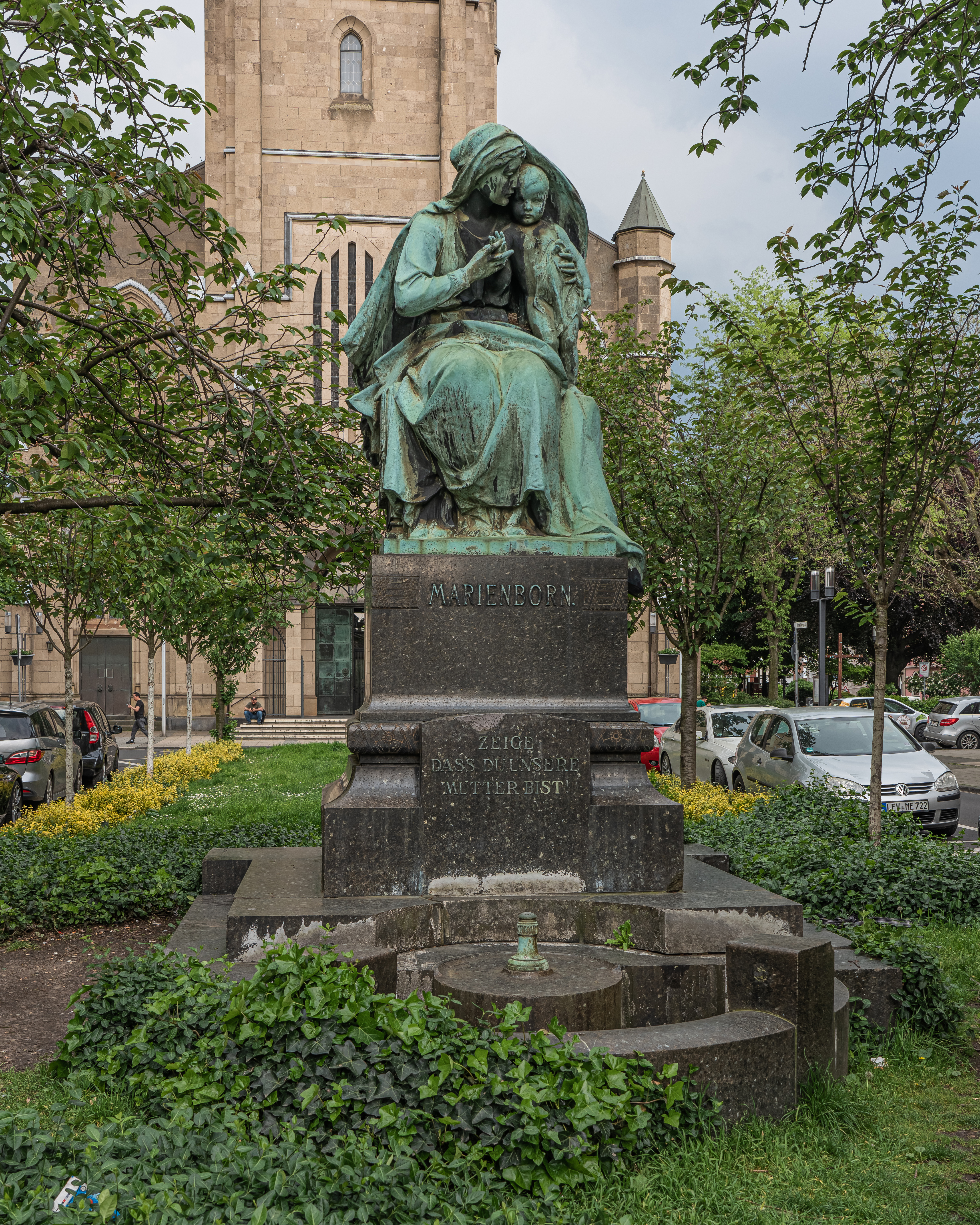
Fontaine Sainte-Marie, Neuss (1906)
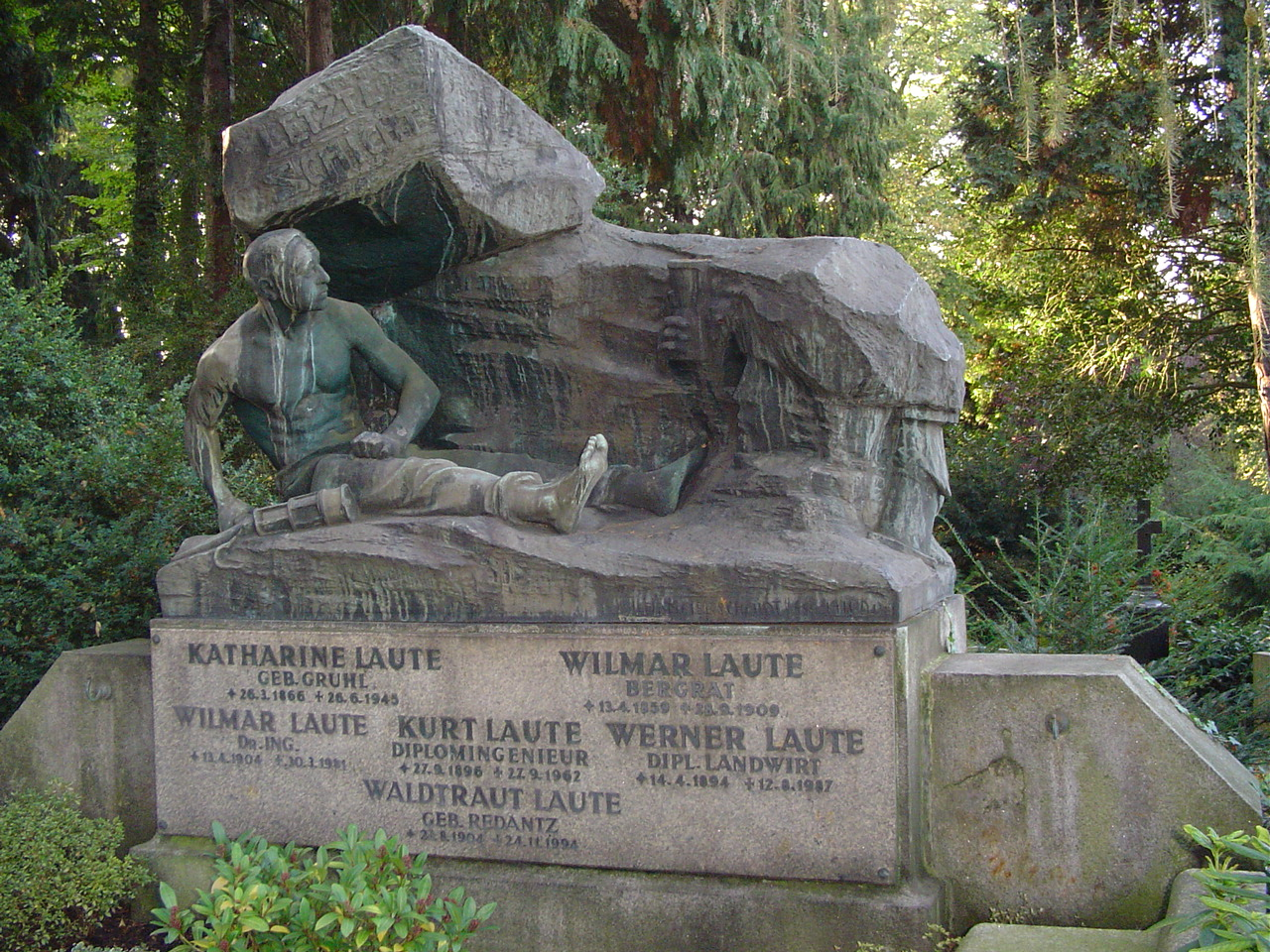
Tombeau Laute à Bonn (1911)
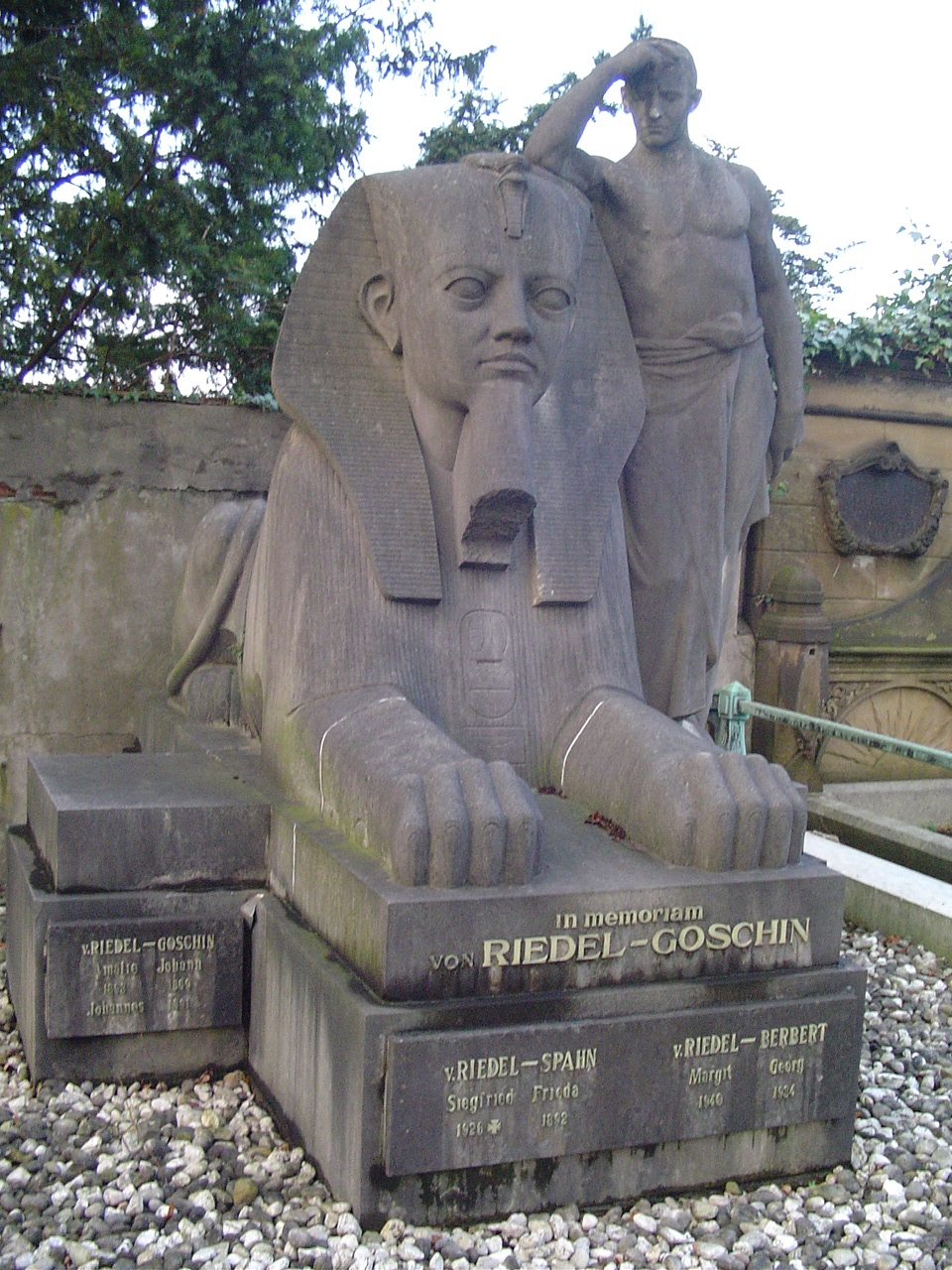
Tombeau Grote à Wuppertal (1911)
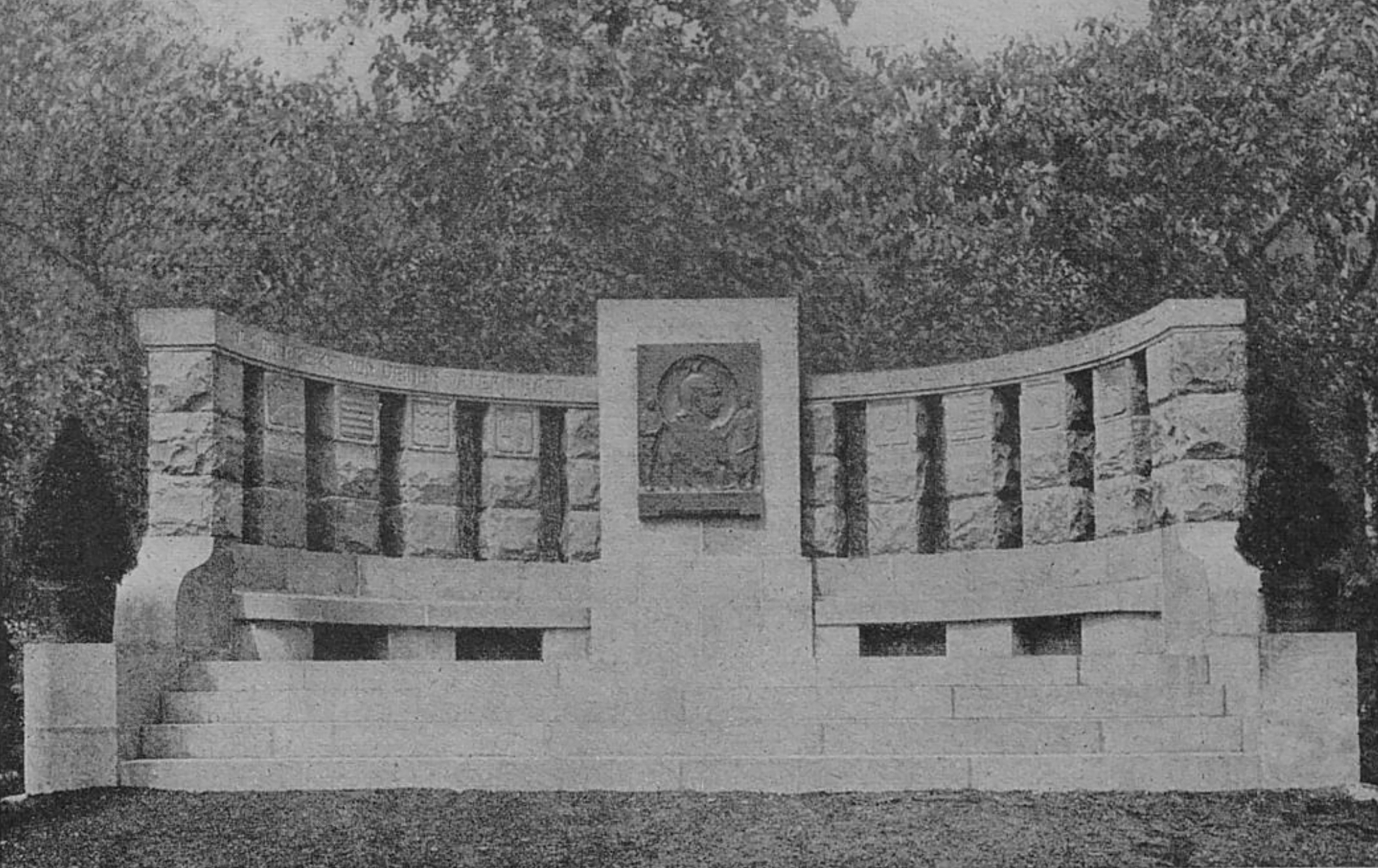
Monument d'Unterbach (monument du jubilé de l'empereur 1913)
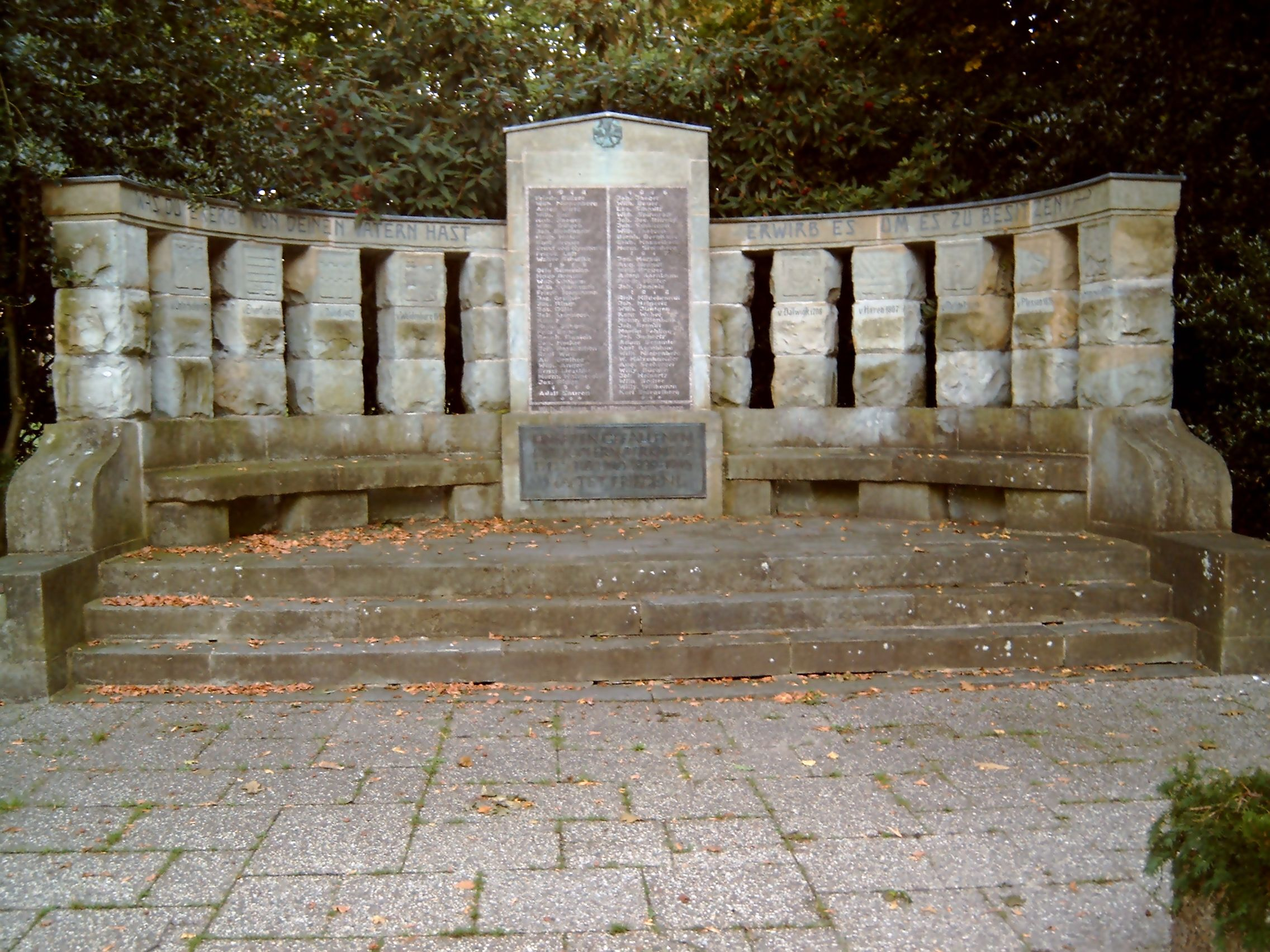
Monument d'Unterbach (en 2006)
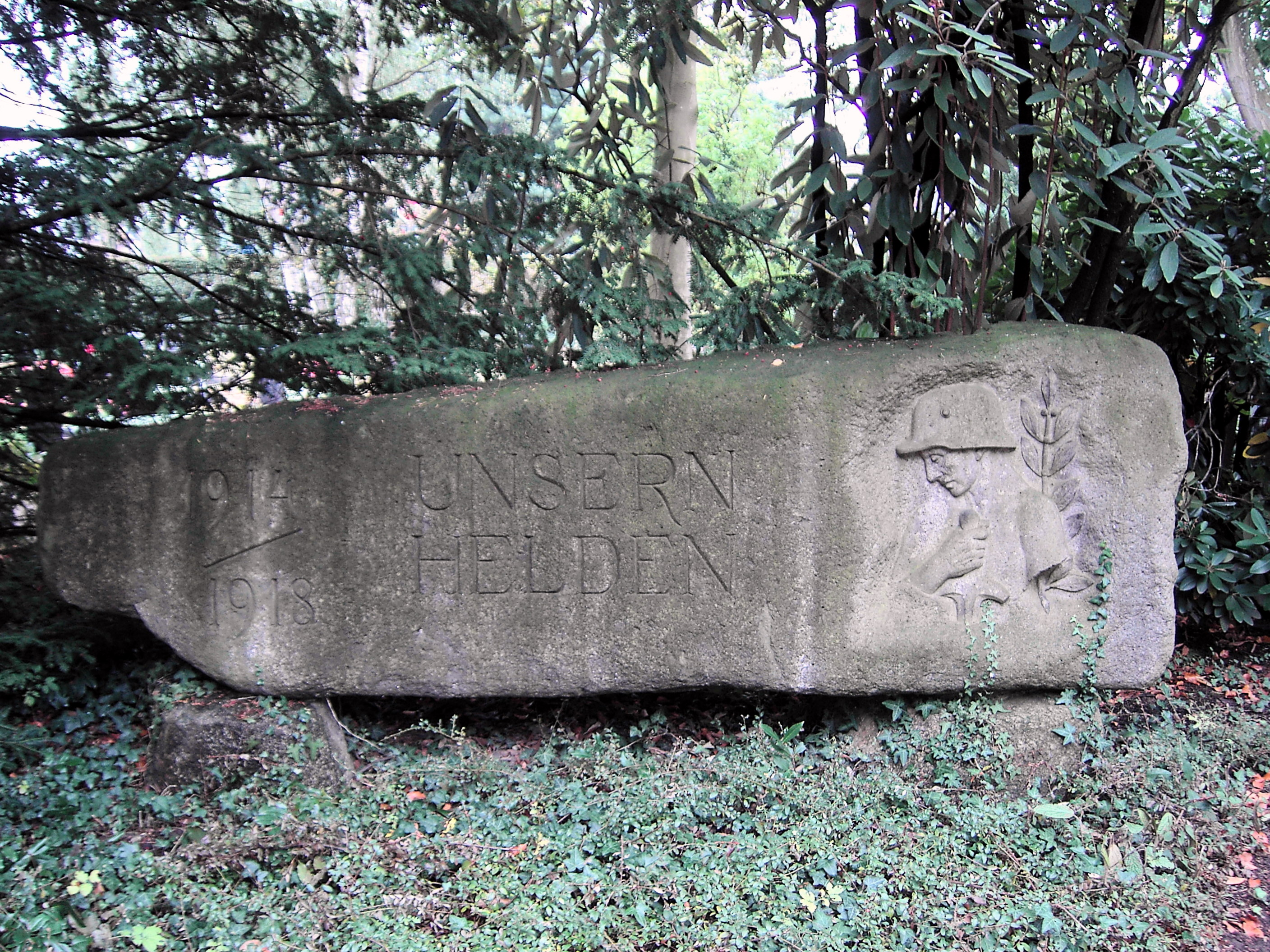
Monument aux morts, Meerbusch-Lank (1926/27)
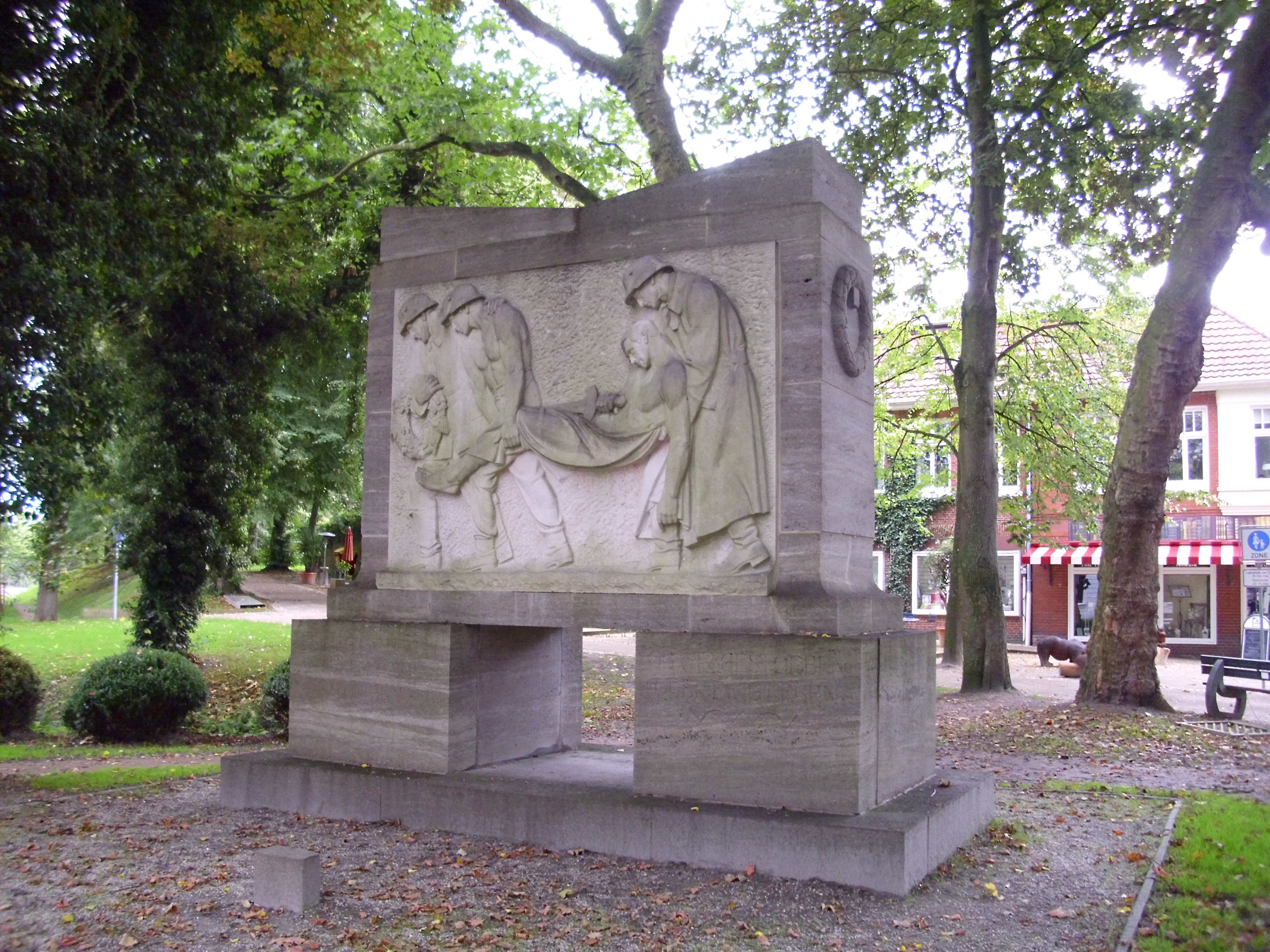
Monument aux morts de la Première Guerre mondiale (Aurich)